# 清内路村
清内路村（せいないじむら）は、長野県下伊那郡の西部に存在した村。2009年3月31日、同郡阿智村に編入されて消滅した。清内路峠がある。清苗路とも書いた。

## 地理
長野県の南西端に位置する。北にそびえる兀岳（はげたけ）をはじめとする標高1,500m前後の山々に四方を囲まれた山村で、面積の大半を森林が占める。
村域はすべて天竜川水系であり、阿知川の支流である黒川と清内路川が村の中央で合流し、南流する。村の北西部にある国道256号清内路峠は木曽谷と伊那谷の境界であり、両地域を結ぶ重要路である。
- 山：兀岳、梨子野山、高鳥屋山
- 河川：黒川、清内路川

集落内に耕地が少ない地形ため、養蚕と煙草栽培、山畑づくりのため一年の半分（4月末〜10月頃）は、集落内の住居から山腹にある家に移り住む「出づくり」という風習を生んだ。

## 歴史
- 江戸時代 - 徳川幕府の直轄領（天領）で、美濃国久々里の千村平右衛門預かり地として幕末まで一貫して変わらなかった。
- 1875年（明治8年）7月29日 - 筑摩県伊那郡清内路村・久米村・竹佐村・山本村が合併して米川村となる。
- 1876年（明治9年）8月21日 - 米川村が長野県の所属となる。
- 1879年（明治12年）
  - 1月4日 - 郡区町村編制法の施行により、米川村が下伊那郡の所属となる。
  - 2月13日 - 米川村が分割して清内路村・久米村・竹佐村・山本村となる（久米村・竹佐村・山本村は後に山本村の一部となる）。
- 1889年（明治22年）4月1日 - 町村制の施行により、清内路村が単独で自治体を形成。
- 2009年（平成21年）3月31日 - 阿智村に編入。同日清内路村廃止。

## 行政
- 村長：櫻井久江（2004年8月23日 - 2009年3月30日）

## 財政

### 平成18年度
- 財政力指数 0.083 長野県市町村平均0.40
- 標準財政規模 6億7187万円
- 一般会計歳入 9億4437万円
  - 内訳 地方交付税 6億4841万円（89.7%） 地方税 3614万円（5.3%）
- 経常収支比率 81.0%
- 実質公債費比率 25.7% 長野県市町村平均16.3
- 人口一人当たり地方債現在高 207万5204円（普通会計分のみ）
- 人口1000人当たり職員数 17.76人 長野県市町村平均 8.17人 
  - 一般職員数13人
  - 一人当たり平均給与月額 27万6200円 （すべての職員手当を含まない数字）
  - 一人当たり職員給（年額）586万2154円 （職員手当含まず）

地方債の残高
- 1普通会計分の債務 15億1910万円
- 2特別会計分の債務 14億9440万円
  - 主な内訳 農業集落排水事業分 7億8800万円 簡易水道事業分 6億7650万円
- 3関係する一部事務組合分の債務 割愛

地方債の残高合計 30億1350万円 （普通会計分＋特別会計分）
- 村民一人あたりの地方債残高 411万6803円 （連結会計）

## 教育

### 小学校
- 清内路村立清内路小学校

### 中学校
- 清内路村立清内路中学校

## 姉妹都市・提携都市

### 国内
- 豊山町（愛知県）友好都市提携

## 交通

### 道路
一般国道
国道256号
長野県道109号園原清内路線

### バス
清内路村巡回バス

## 名所・旧跡・観光スポット・祭事・催事
- 小黒川のミズナラ （国の天然記念物）
- 秋祭りの花火[4] - 住民による手作り花火が毎年10月に披露される。江戸時代から続く伝統行事。
- 清内路関所跡 - 武田信玄が設置したと言われ、信州に7つある関所のひとつだった[5][1]。
- 清南寺 - 周囲の上清内路地区の住民全員が一つの墓に入る「一山一墓」という共同墓地がある[6]。

## 出身著名人
- 大蔵貢（元活動弁士、実業家） - 南沢地区の生家跡は「大蔵公園」として整備されており、記念碑が建立されている。

## その他
- 村民の苗字の割合は、"桜井"姓と"原"姓のみで約70パーセントを占める。